# Astragalus kessleri
Astragalus kessleri es una especie de planta del género Astragalus, de la familia de las leguminosas, orden Fabales.

## Distribución
Astragalus kessleri se distribuye por Kazajistán y China.

## Taxonomía
Fue descrita científicamente por Trautv. Fue publicada en Bull. Soc. Imp. Naturalistes Moscou 33(1): 496 (1860).